# Alcsútdoboz
Alcsútdoboz è un comune dell'Ungheria di 1 498 abitanti (dati 2022). È situato nella contea di Fejér.